# ماریو هاموی
ماریو هاموی (انگلیسی: Mario Hamuy؛ زادهٔ ۱۹۶۰) دانشمند در زمینه کیهان‌شناسی اهل شیلی و از دانش‌آموختگان دانشگاه شیلی است.

## حرفه
در فوریه ۱۹۸۷، او به رصدخانه میان‌آمریکایی سرو تولولو رفت و چند روز پس از ورودش، هنگامی که ابرنواختر نوع دو اس‌ان ۱۹۸۷ای در ابر ماژلانی بزرگ منفجر شد، یک کمپین بزرگ در رصدخانه برای نظارت بر این ابرنواختر مهم آغاز کرد.